# Rundum-Rebellion
Die Rundum-Rebellion (1900–1915) bezeichnet einen Konflikt zwischen der indigenen Bevölkerung von Sabah, Malaysia und der North Borneo Chartered Company, der am 17. April 1915 mit der Gefangennahme und Exekution ihres Anführers Ontoros Antonom endete.

## Geschichte
Obwohl die eigentliche Rebellion im Februar 1915 begann und ihren Höhepunkt und ihr Ende im April 1915 fand, reichen die Wurzeln der Rundum-Rebellion zurück bis ins Jahr 1900. Die Rundum-Rebellion schließt sich insofern nahezu nahtlos an die Mat-Salleh-Rebellion an.

### Vorgeschichte
E. W. Birch, seit 1901 Gouverneur von Nord-Borneo, setzte sich ab 1902 für eine vollständige Abschaffung der Kopfsteuer ein und etablierte ein neues Steuersystem, das auf den Produktionsmethoden basierte. Hintergrund war das Ziel, die Steuereinnahmen für die North Borneo Chartered Company zu erhöhen. Der Handel mit Dschungelprodukten – er spielte eine herausragende Rolle bei den Einheimischen – bedurfte nunmehr einer Lizenz. Außerdem wurden indirekte Steuern wie etwa eine Lizenzierungspflicht für Fischerboote und Abgaben auf den Bodenbesitz eingeführt. Die Proklamation IX von 1902 wurde als gesetzliche Bestimmung für die einheimische Bevölkerung eingeführt, die Ansprüche auf den Besitz von Land geltend machten. Für die Eintragung jedes Titels wurde eine jährliche Gebühr von zwei Straitsdollar erhoben, was letztlich einer Steuer für Landbesitz gleichkam.
Der Vorschlag des Residenten für die Inneren Gebiete Borneos, dass der Landbesitz auf drei Morgen Land pro männlichem Erwachsenen begrenzt werden sollte, provozierte geradewegs den Widerstand der Bevölkerung. Die meisten Häuptlinge der Regionen um Tabunan, Keningau, Tenom, Rundum und Pensiangan weigerten sich, die neue Regelung anzuerkennen, da sie unmittelbar in ihre Tradition des Wanderfeldbaus eingriff. Die North Borneo Company reagierte auf den Widerstand zuerst mit Strafen und Gefängnis. Als das nichts nützte, setzten sie Haji Jamaluddin, einen der Gesellschaft loyalen muslimischen Häuptling, als Distriktshäuptling von Tenom ein.
Im Zusammenhang mit der Neuordnung der Regelungen über Landbesitz begann die North Borneo Company, das Landesinnere mit einem Netz von Saumpfaden zu durchziehen, um die einzelnen Dörfer miteinander zu verbinden und den Handel zu intensivieren. Dabei wurden insbesondere die Murut zur Zwangsarbeit verpflichtet. Innerhalb der gegenwärtigen Forschung wird gerade dieser Umstand als die Hauptursache für die Eskalation im Jahre 1915 betrachtet. Weitere Ärgernisse für die Murut wie die Steuer auf tapai, einem von den Einheimischen hergestellten Likör, und die Ladang-Verordnung von 1913 – mit dem Ziel Brandrodungswirtschaft einzudämmen und die Nomaden im Landesinneren zur Sesshaftigkeit zu bewegen – werden in diesem Zusammenhang als untergeordnete Auslöser betrachtet.

### Der Aufstand

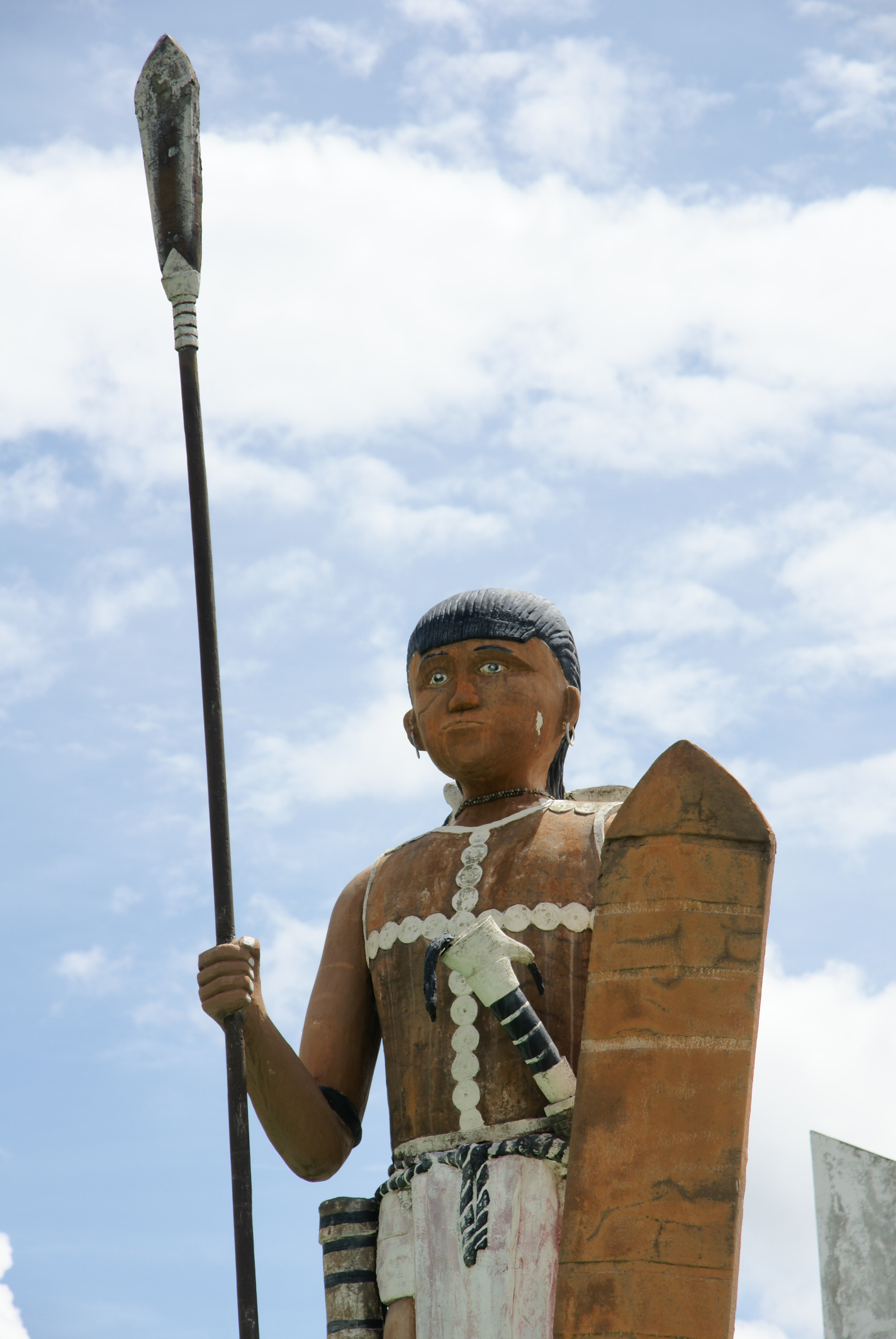
Statue von Ontoros Antanom in Tenom

In dieser Situation tat ein junger, aber berühmter und einflussreicher Krieger als Sprachrohr der indigenen Bevölkerung hervor. Antanum oder Antanom (vollständiger Name: Ontoros Antanom) (1885–1915) war ein Häuptling aus dem Stamm der Murut. Man sagte ihm übernatürliche Kräfte nach. Seine Unterstützer fanden sich vor allem in den Häuptlingen und Dorfbewohnern von Keningau, Tenom, Pensiangan und Rundum.
Im Februar 1915 brach im Landesinneren ein Sturm der Gewalt ungeheueren Ausmaßes los, an der sich schätzungsweise 60 Dörfer beteiligten. Die erste Welle der Gewalt richtete sich in Rundum gegen die Kolonialkräfte unter N. B. Baboneau und C. H. Pearson, die von nicht weniger als 600–700 Murutkriegern angegriffen wurden. Die Murut wurden zurückgeschlagen; zwölf von ihnen wurden dabei getötet und 20–30 verwundet. Aufgeschreckt durch die Ereignisse, rüsteten die Briten eine größere Strafexpedition unter dem Kommando von Bunbury, dem britischen Residenten von Tenom, gegen die von Ontoros Antanom geführten Muruts am Sungai Selangit nahe der Siedlung Pensiangan aus.
Ontoros hatte dort eine Befestigung errichten lassen, die Bunbury folgendermaßen beschrieb:
"Das Fort besteht aus sieben unterirdisch angelegten Häusern, die miteinander verbunden sind. Die umgebenden Hügel sind mit udang und sula (lange und kurze zugespitzte Pfähle aus Bambus) bewehrt und üppig bepflanzt; ein Zaun inmitten unzähliger Schlupflöcher ... Die Größe des Fort betrug etwa 80 × 40 Fuß."
Der Sturm auf das Fort der Muruts begann am 14. April 1915, war aber wenig erfolgreich. Die Briten verlegten sich nun darauf, die Wasserzufuhr und den Lebensmittelnachschub abzuschneiden. Am 16. April ließen die Murut verlautbaren, dass sie eine Kapitulation in Betracht zögen. Am 17. April wurden weiße Flaggen geschwenkt und Bunbury sandte seine Dolmetscher, die mit 800 Straits-Dollar, verschiedenen Waren und zwei Gewehren zurückkamen. Sie forderten die Muruts auf, dass sich Ontoros ergeben sollte. Schließlich kamen er, sowie seine beiden engen Vertrauten, Kalur und Ansakul, heraus und wurden sofort in Handschellen gelegt. Nach einem kurzen Verhör ließ Bunbury sie an Ort und Stelle exekutieren. In der Nacht wütete der Kampf weiter und die Muruts versuchten, aus dem Fort zu fliehen. Ihre Verluste waren beträchtlich; etwa 350–400 Muruts wurden getötet, weiteren 300 gelang die Flucht.
Nach dem Tod von Ontoros Antanom endeten allmählich die Gewalttätigkeiten des Konflikts zwischen der indigenen Bevölkerung und der Nord-Borneo Chartered Company. Die Company verzichtete klugerweise auf weitere Vergeltungsmaßnahmen und machte Pensiangan zum Verwaltungszentrum des Distrikts. Rundum wurde 1920 als Siedlung aufgegeben. Eine Statue von Ontoros Antonom steht heute im Zentrum von Tenom.

## Bewertung der Rebellionen
Obwohl die Geschichte der Mat-Salleh-Rebellion genauso wie die der Rundum-Rebellion bis heute zum Selbstverständnis der Geschichte Malaysias gehört, darf nicht außer Acht gelassen werden, dass sich beide Rebellionen auf ein relativ kleines Territorium beschränkten und eine relativ kleine Anzahl an Menschen involvierten und dass demgegenüber der weitaus größte Teil Sabahs ruhig geblieben war.
Bedeutend ist vor allem die Tatsache, dass es Ontoros gelang, die verschiedenen an den Flussufern beheimateten Murut-Stämme zu vereinen: Über alle Stammesfehden und Blutracheangelegenheiten hinweg schwor er diese Kopfjägerstämme auf einen gemeinsamen Feind – nämlich die britischen Kolonialherren – ein.